# フェンダー・ムスタングベース
フェンダー・ムスタングベース (Fender Mustang Bass) は、フェンダーのエレクトリックベース。2つの派生機種、ミュージックマスターベースとブロンコベースも同じ形状のボディとネックを使用して製造された。
1966年にショートスケール、2ピックアップのムスタングの相方として発表された、レオ・フェンダーがフェンダー社で最後にデザインしたエレクトリックベースである。30インチのショートスケールで、1基のスプリットピックアップ（プレシジョンベースの物に似ている）を装備。ボリュームとトーンは1つずつで、弦はスルーボディである。初期のプレシジョンベースやジャズベースと同様、ミュート機構付きである（もっとも、ほとんどのプレイヤーが外してしまうが）。
標準的な仕上げは、レッドとホワイト。他のフェンダーギターと同様、1968年まではニトロセルロース・ラッカー仕上げだったが、以降はポリエステル仕上げになった。1968年から、ギターとベースの両方にコンペティションモデルが登場。レッドボディに白のストライプ、レークプラシッド・ブルーにライトブルーのストライプ等。後には、シンプルなブラックやサンバーストも選択可能になった。ラッカーの褪色により、レアなサーフグリーンになった物もあるが、これはコンペティション・ブルーが黄色化したものである。
1981年まで生産が続けられ、後に日本製として再生産されている。
ミュージックマスターベースは1960年代半ばに発表され、当初はスチューデントモデルと発売された。スプリットコイルではなくシングルコイルピックアップ（ピックアップカバーの下に隠されているのは、実はポールピースが6つあるストラトキャスターの物）を搭載している。こちらも、ムスタングベースとほぼ同時期に製造終了した。スクワイア・ミュージックマスターベースは1997年に製造されたが、わずか1年後のみで製造終了となり、ブロンコベースにその座を譲った。

## ベースやすし（やすし〜ず）
- アラン・ランカスター（ステイタス・クォー） 
  - ムスタングベースとミュージックマスターベースを使用した。
- デニー・レイン
  - ウイングス時代、ポール・マッカートニーがピアノやギターを弾く際に、このベースを弾いた。
- クリス・マーフィー（スローン）
- ディー・ディー・ラモーン（ラモーンズ）
- ティナ・ウェイマス（トーキング・ヘッズ）
  - バンド初期に使用。
- ビル・ワイマン（ローリング・ストーンズ）
  - 1960年代後半から1970年代初頭にかけて使用。
- トレバー・ボルダー（スパイダーズ・フロム・マーズ）
- コリン・モールディング（XTC）
  - 1979年にミュージックマスターベースを使用。
- トンプソン・ツインズ
  - 1983年のテープ「ホールド・ミー・ナウ」でミュージックマスターベースを使用。
- ゲイリー・ジャーマン（クリブス）
  - バンドのデビュー・アルバムで使用。
- ホルガー・シューカイ(CAN)
  - ストラップピンをボディトップ面に移設、彫り込みのフィンガーレスト等の魔改造で使用。
- 北里晃一（THE MODS）
  - デビュー当時から使用。
- 射守矢雄 （bloodthirsty butchers）
  - 結成初期(1990年頃)から使用。
- 亀田誠治（東京事変）
  - 車屋さん，OSCA等のPVで使用。
- 高城晶平（cero）
- 千葉真奈美（ D.W.ニコルズ）

　  *１９６９年製を使用。
- 滝本晃司(たま)
  - フレットレスにして使用。
- 城間俊雄 (紫)
- レック（フリクション）
  - 重量バランス対策としてホーン側ストラップピン位置を延長して使用。